# جيري جونسون (كرة سلة)
جيري جونسون (بالإنجليزية: Jerry Johnson) مواليد 23 أبريل 1982 في لانكستر، هو لاعب كرة سلة أمريكي. بدأ مسيرته الاحترافية في سنة 2005. يلعب في الدوري التركي لكرة السلة كلاعب هجوم خلفي.

## المسيرة الاحترافية
لعب مع نادي ستاروجارد جدانسكي لكرة السلة في موسم 2005–2006، ثم لعب مع سبيرو شارلوروا من سنة 2008 إلى 2010، ثم لعب مع ليتوفوس رايتس في موسم 2010–2011، ثم لعب مع غلطة سراي لكرة السلة في الدوري التركي في سنة 2011.

## روابط خارجية
- جيري جونسون على موقع الاتحاد الدولي لكرة السلة (الإنجليزية)
- جيري جونسون على موقع الدوري الأوروبي لكرة السلة (الإنجليزية)
- جيري جونسون على موقع كرة السلة الأوروبية.كوم (الإنجليزية)
- جيري جونسون على موقع كلية كرة السلة في سبورتس رفرنس.كوم (الإنجليزية)
- جيري جونسون على موقع ريلجم (الإنجليزية)
- جيري جونسون على موقع بروبوليرز (الإنجليزية)
- جيري جونسون على موقع سبورتس رفرنس (الإنجليزية)